# Nathaniel Culverwel
Nathaniel Culverwel (1619-1651) fou un filòsof de l'Escola de Cambridge que defensava el lliure albir, la compatbilitat de fe i raó i un innatisme del coneixement de caràcter platònic. Aquest coneixement innat o llum natural el lligava a un do diví i havia de servir com a guia moral (basada en principis calvinistes) així com a base per a la interpretació de les Escriptures. Les seves tesis estan exposades a la seva obra principal, An Elegant and Learned Discourse of the Light of Nature (1652) 